# Ludwig Geyer

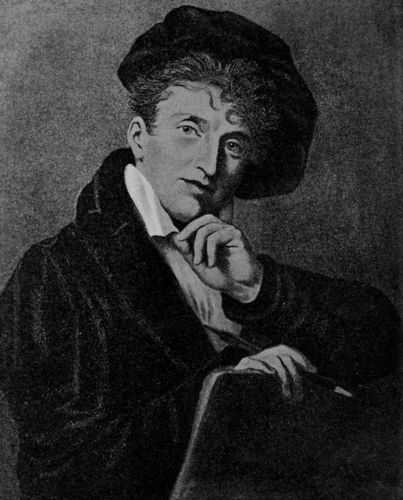
Ludwig Geyer.

Ludwig Geyer (Eisleben, 1779-Dresde, 30 de septiembre de 1821) fue un actor, dramaturgo y pintor alemán. Fue el padrastro del compositor Richard Wagner, cuyo padre  murió unos seis meses después de su nacimiento. En sus últimos años Wagner encontró algunas cartas que le llevaron a especular con la posibilidad de que Geyer podría haber sido su verdadero padre y que este era judío. La relación de Geyer con Wagner fue una de varias controversias que rodearon al compositor durante su vida y después.